# Buloh (Meureubo)
Buloh is een bestuurslaag in het regentschap Aceh Barat van de provincie Atjeh, Indonesië. Buloh telt 180 inwoners (volkstelling 2010).